# Jean de Silhon
Jean de Silhon (Sos -Gascuña-, hacia 1596 o 1600-París, febrero de 1667) fue un filósofo y político francés.
Fue secretario del cardenal Richelieu, que le nombró consejero de Estado; y elegido por el propio Richelieu como uno de los miembros fundadores de la Académie française, ocupando la silla número 24, el 13 de marzo de 1634, y tomando parte en la redacción de sus estatutos. También sirvió con el cardenal Mazarino.
Fue un pensador filosófico y teológico que asentó la filosofía política de su tiempo en su obra principal, los tres volúmenes sobre El ministro de Estado, que puede considerarse una contraparte de El príncipe de Maquiavelo. Argumenta que las necesidades políticas en las que opera el Estado permiten no seguir siempre las leyes normales de la ética, como decir la verdad. Su reflexión en torno al concepto de razón de Estado justificaba la política del cardenal Richelieu, quien, en el contexto de la Guerra de los Treinta Años no veía obstáculo en aliarse con los protestantes contra un enemigo católico ("un medio que la conciencia permite y los asuntos requieren"). El libro fue incluido en el Index librorum prohibitorum ("Índice de libros prohibidos") por decreto de la Congregación para la Doctrina de la Fe de la Iglesia católica del 12 de mayo de 1639.
A su muerte, junto con otros elogios de Pierre Bayle (que le consideraba uno de los más sólidos y juiciosos autores de su siglo) o Jean Chapelain (para quien era uno de los mejores escritores en materias políticas), recibió este breve de Guy Patin:

Il est ici mort, depuis peu, un savant homme qui parlait bien : c’est le bon M. Silhon.
Aquí está muerto, desde hace poco, un hombre sabio que hablaba bien: es el buen señor Silhon.

Su puesto en la Academia fue ocupado por Jean Baptiste Colbert.
Su obra ha sido objeto de investigación por su influencia en Blaise Pascal. Dos de sus libros han sido reeditados recientemente.

## Obras
- Les Deux véritez de Silhon : l'une de Dieu et de sa providence, l'autre de l'immortalité de l'âme (1626) Reedición : 1991.
- Panégyrique à Mgr. le cardinal de Richelieu, sur ce qui s'est passé aux derniers troubles de France (1629)
- De l'immortalité de l'âme (1634)
- Le Ministre d'Estat, avec le véritable usage de la politique moderne,  Paris (1631, 1633, 1639, 1641, 1642, 1643, 1655, 1661). Amsterdam (1662, 1664). La edición de 1642 añade: augmentée de la Relation du conclave de Clément VIII. Fue traducido al italiano: Il Ministro di stato, con il vero uso della Politica moderna Venecia (1639–1644).
- Esclaircissement de quelques difficultez touchant l'administration du cardinal Mazarin, par le sieur de Silhon (1651)
- De la Certitude des connaissances humaines, où sont particulièrement expliquez les principes et les fondemens de la morale et de la politique, avec des observations sur la manière de raisonner par l'assemblage de plusieurs moyens (1667) Reedición : 2002.
- Divers mémoires concernant les dernières guerres d'Italie ; avec trois traités de feu M. de Silhon, qui n'ont encore été vus (1669)